# Magdalena Niemczewska-Wójcik
Magdalena Niemczewska-Wójcik (ur. 7 kwietnia 1977 w Przemyślu) – polska naukowiec, specjalistka w zakresie inżynierii materiałowej i inżynierii mechanicznej, prorektor Politechniki Krakowskiej w kadencji (2024–2028). 

## Życiorys
Wykształcenie średnie zdobyła w II Liceum Ogólnokształcącym w Przemyślu. Jest absolwentką Politechniki Krakowskiej. W 2001 roku ukończyła studia magisterskie na kierunku zarządzanie i marketing na Wydziale Mechanicznym (specjalność zarządzanie i restrukturyzacja zakładów). W 2004 roku ukończyła drugą specjalność na tym samym kierunku (zarządzanie i marketing w transporcie). 
W 2006 roku obroniła z wyróżnieniem pracę doktorską pt. „Kształtowanie powierzchni elementów endoprotez wykonanych z materiałów ceramicznych”. Otrzymała również nagrodę im. Michała Życzkowskiego dla najmłodszego wypromowanego z wyróżnieniem doktora. W 2018 roku uzyskała stopień doktora habilitowanego w dziedzinie nauk inżynieryjno-technicznych, w dyscyplinie budowa i eksploatacja maszyn (obecnie inżynieria mechaniczna) na podstawie osiągnięcia naukowego pn. „Koincydencja stereometrycznych i tribologicznych badań warstwy wierzchniej”. 
W lutym 2006 roku rozpoczęła pracę w Instytucie Technologii Maszyn i Automatyzacji Produkcji Wydziału Mechanicznego Politechniki Krakowskiej na stanowisku asystenta naukowo-dydaktycznego. W październiku 2007 roku została adiunktem naukowo-dydaktycznym. W latach 2008–2020 pełniła funkcję pełnomocnika dziekana Wydziału Mechanicznego ds. studenckich kół naukowych. Przez dwie kadencje (2009–2013 i 2013–2016) pełniła funkcję zastępcy dyrektora Instytutu Technologii Maszyn i Automatyzacji Produkcji Politechniki Krakowskiej. W latach 2016–2020 i 2020–2024 była prodziekan Wydziału Mechanicznego.  
Członkini Rady Związku Uczelni „InnoTechKrak” (2016–2020) oraz Rady Dyscypliny Inżynieria Mechaniczna na WM PK oraz zespołu ds. IDUB na Politechnice Krakowskiej. 
Od września 2024 roku prorektor ds. nauki Politechniki Krakowskiej. 
Ekspertka w Narodowym Centrum Badań i Rozwoju. Członkini Polskiego Towarzystwa Tribologicznego, Polskiego Towarzystwa Zarządzania Produkcją oraz Polskiego Naukowo-Technicznego Towarzystwa Eksploatacyjnego oraz Małopolskiej Rady ds. Sektora Kosmicznego.  
Prywatnie jest miłośniczką sudoku, muzyki klubowej, instruktorem fitness, a także projektuje i wykonuje rękodzieło artystyczne.

## Wybrane publikacje
Jest autorką: 
- Magdalena Niemczewska-Wójcik, Pethuraj Manickaraj, Uthayakumar Marimuthu, Mohd Shukry Abdul Majid i inni. Characteristics of the Surface Topography and Tribological Properties of Reinforced Aluminum Matrix Composite. „Materials”. 15, 2022. DOI: 10.3390/ma15010358. OCLC 9388775589.
- Magdalena Niemczewska-Wójcik, Wójcik Artur. Stereometric and Tribometric Studies of Polymeric Pin and Ceramic Plate Friction Pair Components. „Materials”. 14, 2021. DOI: 10.3390/ma14040839. OCLC 8932503504.
- Magdalena Niemczewska-Wójcik, Wójcik Artur, Frączek Jarosław. The relationship between static and kinetic friction for plant granular materials. „Powder Technology”. 361, 2020. DOI: 10.1016/j.powtec.2019.11.048. ISSN 0032-5910. OCLC 8532191565.
- Magdalena Niemczewska-Wójcik: Dualny system charakteryzowania powierzchni technologicznej i eksploatacyjnej warstwy wierzchniej elementów trących. Kraków, Radom: Politechnika Krakowska : Instytut Technologii Eksploatacji - Państwowy Instytut Badawczy, 2018, s. 226. ISBN 978-83-7789-528-3. OCLC 1413693818.
- Magdalena Niemczewska-Wójcik, Łagan Sylwia: Sztuczne narządy. Kraków: Politechnika Krakowska, 2010. ISBN 978-83-7242-566-9. OCLC 1414067867. Brak numerów stron w książce